# Tifoseria delle Associazioni Calcio Riunite Messina

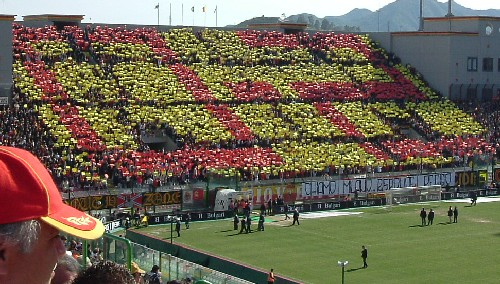
Coreografia della Curva Sud del San Filippo nel 2005.

In questa voce sono riportate informazioni relative alla storia ed evoluzione della tifoseria dell'ACR Messina, società calcistica italiana con sede a Messina.

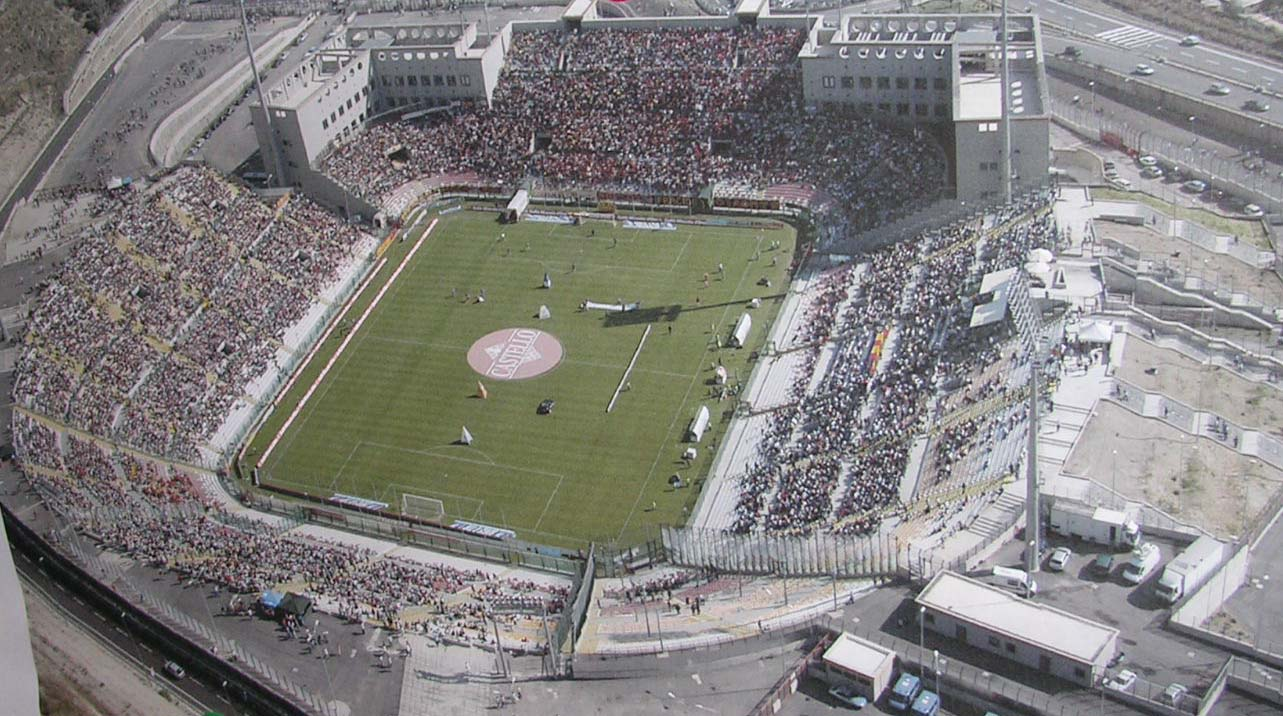
Il nuovo Stadio San Filippo - Franco Scoglio gremito

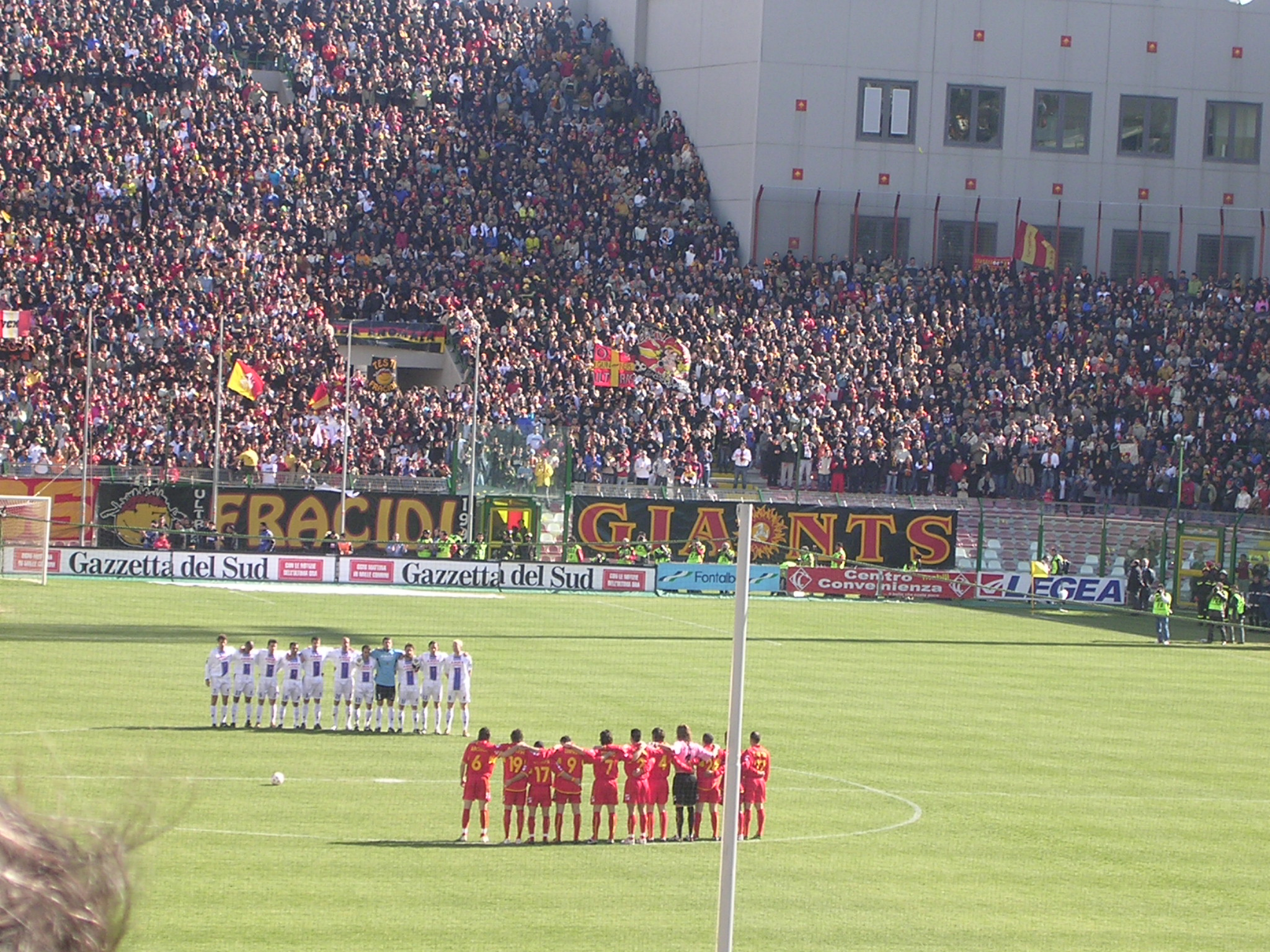
La Curva Sud del nuovo stadio Franco Scoglio, prima della gara Messina-Bologna durante la stagione 2004-2005

## Tifoseria organizzata

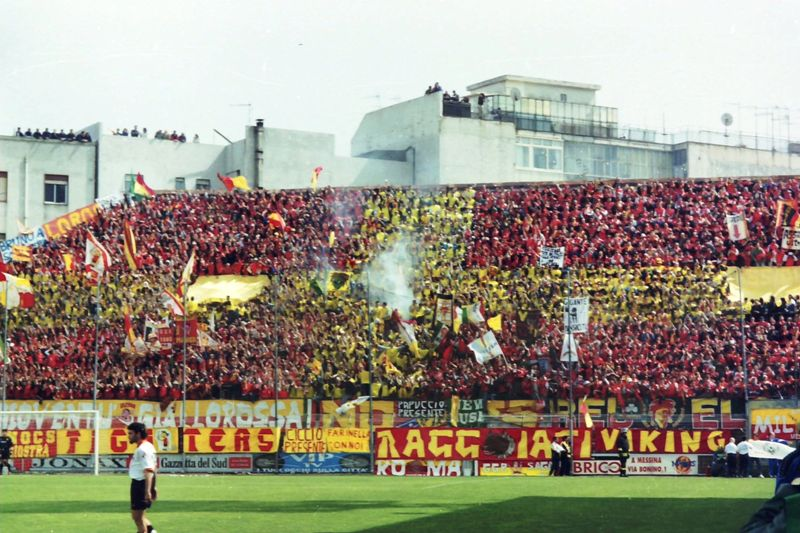
Coreografia della Curva Sud del Celeste durante il derby dello Stretto del 14 aprile 2002, vinto dai peloritani.

Il primo gruppo organizzato di tifosi messinesi nacque nel 1973 con la fondazione dei Fedelissimi; altri gruppi ultras sono e/o sono stati: Gioventù Giallorossa 1980, Uragano CEP 1982, Nocs 1983, Testi Fracidi 1990, Tipi Loschi, Fighters, Bordello, Corazzata Giallorossa, Giants, Ultras Casette Rione Taormina, Semu Pacci Ritiro, , Lions , Assidui, Raggiati, Viking, Rebels, Vecchia Maniera, Brigata Tafferugli, Brutta Compagnia.
Al 2023 i gruppi ultras attivi sono: Fedelissimi 1973, Gioventù Giallorossa 1980, Uragano CEP 1982, Nocs 1983, Testi Fracidi 1990, Semu Pacci Ritiro 2010.

### Cronologia
1973 - Nascita dei Fedelissimi
1980 - Nascita della Gioventù Giallorossa
1982 - Nascita dei Uragano CEP
1983 - Nascita dei NOCS
1990 - Nascita dei Testi Fradici
1997 - Nascita dei Lions
2017 - Scioglimento dei Lions

## Gemellaggi e rivalità

### Gemellaggi
| - Modena (dal 1986) - Pescara (1986-2016) - Frosinone (dal 1987) |  | - Avellino (dal 1984) - Nardò (1998) |

La tifoseria messinese, dal 1987, è gemellata con quella del Frosinone. Vi sono altri gemellaggi con le tifoserie di Avellino e Modena.
Un forte gemellaggio esistente, era quello con la tifoseria del Pescara dal 1986 al 2016 e che è stato sciolto per iniziativa dei Rangers, gruppo principale della tifoseria pescarese, per diversi motivi senza condivisione da gran parte del resto della tifoseria biancoazzurra. Altro storico legame, che dura con il Nardò, dal 1998 con alcuni componenti dei Fedelissimi. Tuttora amicizie con altri gruppi neretini.

### Amicizie
| - Audace Cerignola | - Paganese - Lazio - Olbia - Venezia | - Cagliari - Roma - Cosenza |

| - Siviglia, per via del gemellaggio col Modena - ADO Den Haag, per via del gemellaggio con l'Avellino - Olympique Lione, per via dell'amicizia col L.R. Vicenza - Roda JC, per via dell'amicizia col L.R. Vicenza | - Metz, per via del gemellaggio col L.R. Vicenza - Wacker Innsbruck, per via dell'amicizia col L.R. Vicenza - Millwall, per via dell'amicizia col L.R. Vicenza - Magonza, per via dell'amicizia con la Casertana |

| - Reggina - Catania - Palermo - Foggia - Catanzaro - Salernitana | - Siracusa - Bari - Crotone - Trapani - Benevento - Latina | - Taranto - Nocerina - Acireale - Licata - Igea Virtus - Milazzo | - Turris - Gela - Akragas - L’Aquila - Vittoria | - Modica - Ragusa - Sancataldese - Enna - Barletta - Viterbese - Hellas Verona |

| Associazioni Calcio Riunite Messina | Associazioni Calcio Riunite Messina |
| ----------------------------------- | --- |
| Club                                | Voce principale · Statistiche e record |
| Storia                              | Fondazione ed evoluzione storica |
| Impianti                            | Stadio San Filippo-Franco Scoglio (2004-) · Stadio Giovanni Celeste (1932-2004)                                                                             |
| Persone                             | Allenatori · Dirigenti · Giocatori |
| Incontri                            | Bilancio degli incontri contro squadre siciliane |
| Rivalità                            | Catania · Reggina · Siracusa |
| Club fondatori                      | Messina FC (1900) · US Messinese · Messina FC (1922) · AC Messina (1928-1940) · US Ten. Mario Passamonte · AS Messina · US Giostra · AC Messina (1946-1947) |
| Wikimedia Commons                   | |

| Tifoserie delle squadre di calcio italiane | Tifoserie delle squadre di calcio italiane                                                       |
| ------------------------------------------ | ------------------------------------------------------------------------------------------------ |
| Abruzzo                                    | Pescara                                                                                          |
| Basilicata                                 | Matera · Potenza                                                                                 |
| Calabria                                   | Catanzaro · Cosenza · Crotone · Reggina                                                          |
| Campania                                   | Avellino · Benevento · Casertana · Napoli · Salernitana                                          |
| Emilia-Romagna                             | Bologna · Cesena · Modena · Piacenza · Parma · Ravenna · Reggiana · Rimini · SPAL                |
| Friuli-Venezia Giulia                      | Triestina · Udinese                                                                              |
| Lazio                                      | Frosinone · Latina · Lazio · Roma                                                                |
| Liguria                                    | Genoa · Sampdoria · Spezia · Virtus Entella                                                      |
| Lombardia                                  | Atalanta · Brescia · Como · Cremonese · Inter · Mantova · Milan · Varese                         |
| Marche                                     | Ancona · Ascoli · Sambenedettese                                                                 |
| Molise                                     | Campobasso                                                                                       |
| Piemonte                                   | Alessandria · Juventus · Torino                                                                  |
| Puglia                                     | Bari · Foggia · Lecce · Taranto                                                                  |
| Sardegna                                   | Cagliari                                                                                         |
| Sicilia                                    | Catania · Messina · Palermo · Siracusa                                                           |
| Toscana                                    | Arezzo · Carrarese · Empoli · Fiorentina · Livorno · Lucchese · Pisa · Pistoiese · Prato · Siena |
| Umbria                                     | Perugia · Ternana                                                                                |
| Veneto                                     | ChievoVerona · Padova · Venezia · Verona · Vicenza                                               |
| Commons                                    |                                                                                                  |